# 张雷 (大连足球裁判)
张雷（1982年—），中国足球裁判，毕业于北京体育大学，中超联赛主裁判、国际级主裁判。
张雷出生于辽宁省大连市，成长在北京市。他2001年考入北京体育大学足球专业，随后参加了北京体育大学第一届足球裁判班。2009年，张雷开始参与中超执法。他2014年开始担任中超联赛主裁判。2017年，中国足协将张雷申报为国际级主裁判。
中国足球界另有一位裁判张雷生于1962年，是辽宁沈阳人。为了区分两人，1962年出生的张雷被叫做“大张雷”，1982年出生的称为“小张雷”。